# Pryšec sladký

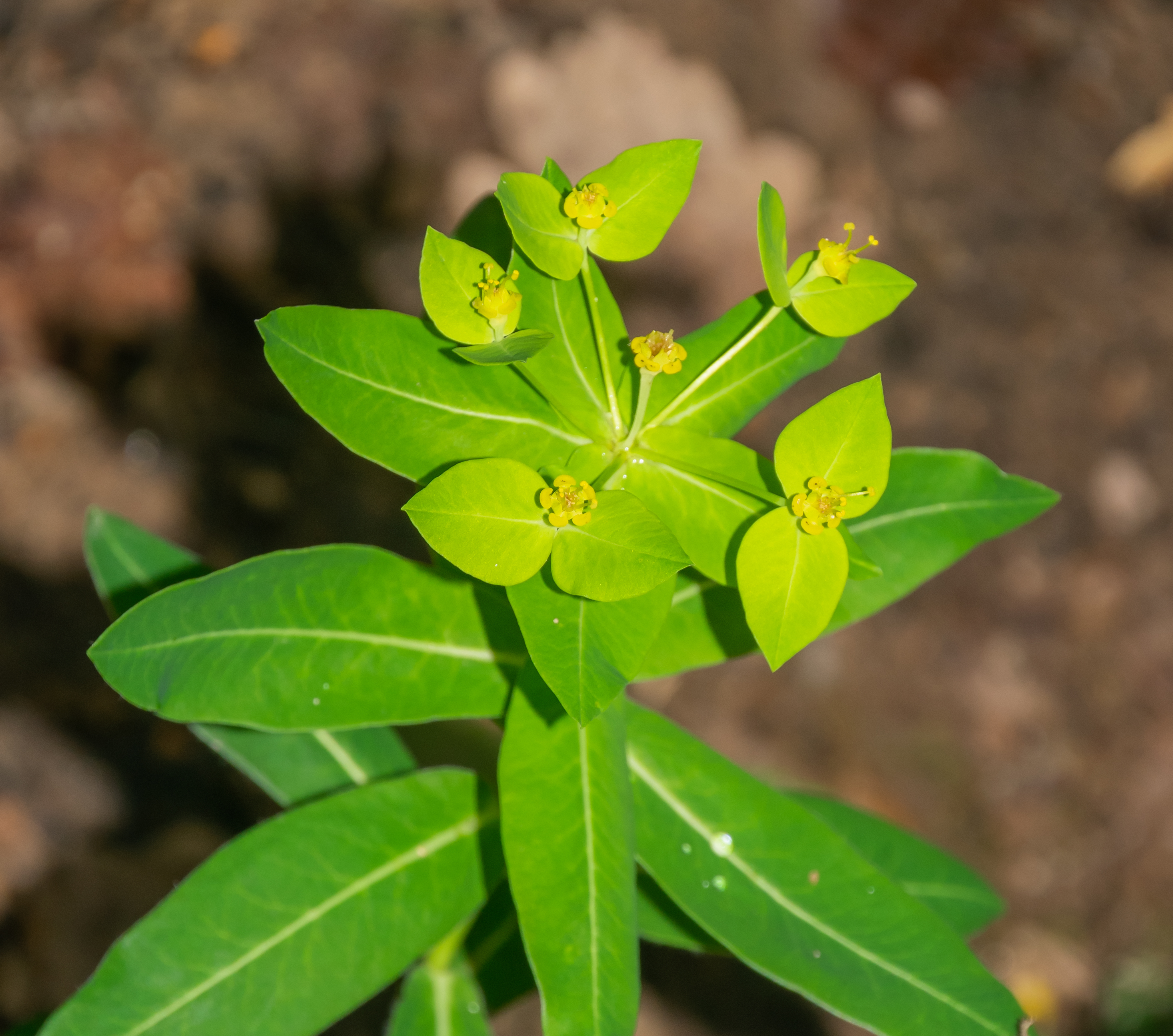
Listy, listeny a k opylení připravená cyathia

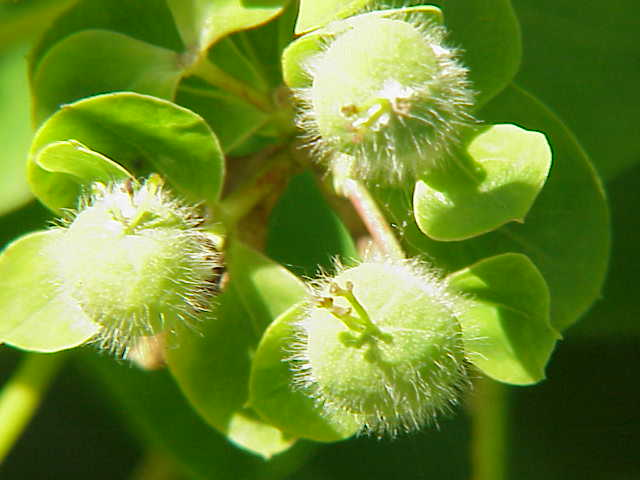
Nezralé tobolky

Pryšec sladký (Euphorbia dulcis) je vytrvalá, planě rostoucí rostlina, původní druh české přírody. Je bylinou vyrůstající do výše 30 až 50 cm a kvetoucí počátkem léta nenápadnými, zelenkavými květy v cyathiích obklopenými žlutozelenými listeny. Rostlina při poranění, jako většina pryšců, roní toxické bílé mléko.

## Rozšíření
Roste téměř po celé Evropě, vyjma Skandinávie a Pobaltí. Jeho původní areál zabírá široký pás od severního Španělska přes Střední Evropu po západní Ukrajinu. Na severu je ohraničen jižními břehy Baltského moře a na jihu Itálii a Řeckem. Druhotně byl rozšířen do přírody na Britských ostrovech.
V České republice vyrůstá ostrůvkovitě po celém území, v termofytiku i mezofytiku roste s větší četností, kdežto v nižších polohách oreofytika pouze nahodile. Nejvýše byl zaznamenán u Deštné v Orlických horách v nadmořské výšce 670 m n. m. Nevyskytuje se vůbec v sušších oblastech jihovýchodní Moravy.

## Ekologie
Stínomilný druh rostoucí v listnatých, řídce i ve světlých jehličnatých, stejně jako v lužních lesích a křovinách. Nejlépe se mu daří na půdách živných, humusem bohatých, které mohou být bazické i slabě kyselé. Vytrvalý hemikryptofyt vykvétající v květnu a červnu. Počet chromozomů 2n = 20, stupeň ploidie x = 2.
Pryšec sladký je na prvý pohled zaměnitelný za vzácnější pryšec hranatý, který se odlišuje lodyhami hranatými po celé délce a ve zralosti lysými tobolkami. Mnohé nejasnosti může způsobit svou variabilitou, která se projevuje především v proměnlivé velikosti a zbarvení listů, stejně jako v ochlupení tobolek a barvě žlázek v cyathiích.

## Popis
Vytrvalá bylina s přímou nebo pozvolna vystoupavou lodyhou vysokou 30 až 50 cm. Lodyha, vyrůstající z plazivého, nepravidelně hlízovitě ztlustlého oddenku, je na průřezu oblá, slabě rýhovaná, u báze šupinatá, roztroušeně chlupatá a po poranění roní toxické mléko. Je řídce porostlá střídavými, celistvými, obvejčitými až eliptickými listy, které mají čepel dlouhou asi 3 cm a širokou 2 cm. Jsou krátce řapíkaté či přisedlé, na vrcholu tupé nebo okrouhlé, po obvodě celistvé a někdy v horní části jemně pilovité, na svrchní straně bývají zelené až světle zelené a na spodní modravé.
Listeny lichookolíků jsou podobné listům lodyžním, nejčastěji bývají podlouhlé kopinaté a stejně dlouhé jako větve lichookolíků. Květenství cyathia jsou v koncových i úžlabních lichookolících s pěti až osmi větvemi, zpravidla dále ještě rozvětvených. Zákrovní listeny vidlanů jsou široce trojúhelníkovité, vejčité či srdčité, obvykle delší než širší a navzájem nesrostlé. Žlázky s nektarem jsou zprvu žlutavě zelené, později purpurové. Bezobalné květy jsou během kvetení nazelenalé, opylovány jsou hmyzem.
Plody jsou suché, kulovité, trojpouzdré tobolky asi 4 mm velké, které jsou hluboce žlábkované, roztroušeně chlupaté a pokryté drobnými válcovitými či polokulovitými bradavkami. Tobolky obsahují asi 2,5 mm velká, hnědá semena vejčitého tvaru. Semena mají dužnatý přívěsek (masíčko) a bývají pro něj šířena mravenci. Rostlina se v přírodě rozmnožuje rozrůstáním oddenků i rozptylováním semen, není však považována invazní druh.

## Význam
Pryšec sladký se ojediněle pěstuje jako okrasná rostlina, vysazuje se na záhonech nebo také v květináčích jako pokojová rostlina. K tomuto účelu byl vyšlechtěn kultivar 'Chameleon' s nafialovělými listy. Mléčná bílá šťáva z rostliny dráždí poraněnou kůži, oči i otevřené rány. Všechny části rostliny, i suché, jsou pro savce nevhodné k požití.